# Ласло Дьоре
Ласло Дьоре (серб. Ласло Ђере) — сербський тенісист.

## Фінали туру ATP

### Одиночний розряд: 6 (3 титули, 3 поразки)
| Легенда                      |
| ---------------------------- |
| Турніри Великого шлему (0–0) |
| Фінал ATP (0–0)              |
| Тур ATP Мастерс 1000 (0–0)   |
| Тур ATP 500 (1–1)            |
| Тур ATP 250 (2–2)            |

| Титули за покриттям |
| ------------------- |
| Тверде (0–1)        |
| Ґрунт (3–2)         |
| Трава (0–0)         |

| Титули за умовами |
| ----------------- |
| Під небом (3–3)   |
| У залі (0–0)      |

| Результат | В-П | Дата     | Турнір                           | Tier    | Покриття | Опонент             | Рахунок            |
| --------- | --- | -------- | -------------------------------- | ------- | -------- | ------------------- | ------------------ |
| Перемога  | 1–0 | Лют 2019 | Rio Open, Бразилія               | ATP 500 | Ґрунт    | Фелікс Оже-Аліассім | 6–3, 7–5           |
| Перемога  | 2–0 | Жов 2020 | Sardegna Open, Італія            | ATP 250 | Ґрунт    | Марко Чеккінато     | 7–6(7–3), 7–5      |
| Поразка   | 2–1 | Кві 2021 | Sardegna Open, Італія            | ATP 250 | Ґрунт    | Лоренцо Сонего      | 6–2, 6–7(5–7), 4–6 |
| Поразка   | 2–2 | Сер 2022 | Winston-Salem Open, США          | ATP 250 | Тверде   | Адріан Маннаріно    | 6–7(1–7), 4–6      |
| Поразка   | 2–3 | Лип 2023 | Hamburg European Open, Німеччина | ATP 500 | Ґрунт    | Александр Зверєв    | 5–7, 3–6           |
| Перемога  | 3–3 | Бер 2025 | Chile Open, Чилі                 | ATP 250 | Ґрунт    | Себастьян Баес      | 6–4, 3–6, 7–5      |